# Федеріка Санфіліппо
Федеріка Санфіліппо (італ. Federica Sanfilppo; нар. 24 жовтня 1990, Віпітено, Італія) — італійська біатлоністка. Учасниця та призерка етапів кубка світу з біатлону.